# Dead of Night
Dead of Night é um filme de terror britânico de 1945 feito por Ealing Studios.